# Diószeghy-ház (Miskolc, Széchenyi utca)
A Diószeghy-ház Miskolcon, a Széchenyi István utca 4. szám alatt áll. Egyemeletes épületként az 1880-as években épült a Diószeghy család megbízásából. Udvara, illetve építményei dél felé elérnek a másik, Erzsébet téren álló Diószeghi-házig, annak udvaráig.

## Története
A háznak helyet adó telekről először 1702-ból van feljegyzés, a Kötelkönyvben. Eszerint a porta akkor Barczy Gyula tulajdona volt, a 15. kötelbe tartozott, és déli irányban lenyúlt egészen a Szinváig. A telek építményei valószínűleg földszintes, egyszerű kialakításúak voltak. Egy 1793-as összeíráskor már két tulajdonost tüntetnek fel: a Barczy család mellett a Noszticzius családot is. 1817-ben 397 négyszögöl területet tüntet fel nagyságára a Liber funadlis (Telekkönyv), a lajstromszáma 747 volt. 1895-ben 60-as számot viselte, majd a 20. század elején kapta mai számozását. A telken az 1870-es évekig emeletes épület állt, amely kétszer is súlyos károkat szenvedett: először az 1843-as nagy tűzvészben, majd az 1878. évi árvízben. Az alapokra 1880–90 között a Diószeghy család építtetett egyemeletes házat, bérház céljára, ugyanekkor a telek déli egyharmadán Fűrész Ferenc is emeltetett egy lakóházat. Az épületekben lakások, irodák, üzletek, műhelyek voltak. Ismert bérlői volt a Miskolci Kerületi Betegsegélyező Pénztár, a Princz Jakab-féle lisztkereskedés, Hapta Bernát kőnyomdája, Róth Samu suszterműhelye, vagy Vajda Adolf ügyvédi irodája. Az utcai üzletrészben működött Kunovics Lajos „Nefelejcs” nevű áruháza, de a botrányos véget érő Kiházasító Egylet is bérelt itt irodát. A későbbi bérlőkről és tulajdonosokról is vannak információk: 1921 és 1924 között Könyves Jenő tulajdonos, Andruska Józsefné szülésznő, Molnár Dezső építőmester és Sebestyén Jakab írógépszerelő. 1942-ben maradt Könyves Jenő és Molnár Dezső, az írógépszerelő utód Sebestyén Fülöp, itt lakott Tavaszi Ödön körorvos, és itt volt Könyves János divatáruüzlete és a Felsőmagyarországi Reggeli Hírlap szerkesztősége. A 20. század második felében államosították a házat, az üzleteket, és az utcafronti üzlethelyiségben férfiruhabolt, illetve rövidáruüzlet működött. Az udvari épületszárny földszintjén több üzlet, illetve irodahelyiség üzemel.

## Leírása
Az épület homlokzata négytengelyes. Az 1880-as években épült ház még egyemeletes volt, és klasszicizáló-eklektikus jegyeket mutatott. Ereszmagassága és a koronázópárkány magassága megegyezett a szomszédos, akkor még szintén egyemeletes Steinfeld-ház (2. szám) magassági méreteivel. A bejárati kapu a bal oldali tengelyben van, és valamennyi nyílászáró egyenes záródású volt. Az emeleti ablakok fölött erőteljes szemöldökpárkány helyezkedett el, figyelemre méltó timpanondísszel. Valószínűleg az 1960-as évek körül a homlokzatot megfosztották minden díszétől, az üzletportál is egyszerű alumíniumkeretes, „modern” kialakítást kapott. Az épület homlokzatát 1988–89-ben felújították, egyben egy plusz emeletet is kapott, és megszüntették az udvari részben kialakuló szlömösödést. A felújítás során az első emeleti ablakokat félköríves lezárással látták el, a második emeletiek egyenesen záródnak, az üzletportál egyenes záródású nyílászárói fölött kosáríves vakolatdíszt helyeztek el.

## Képek

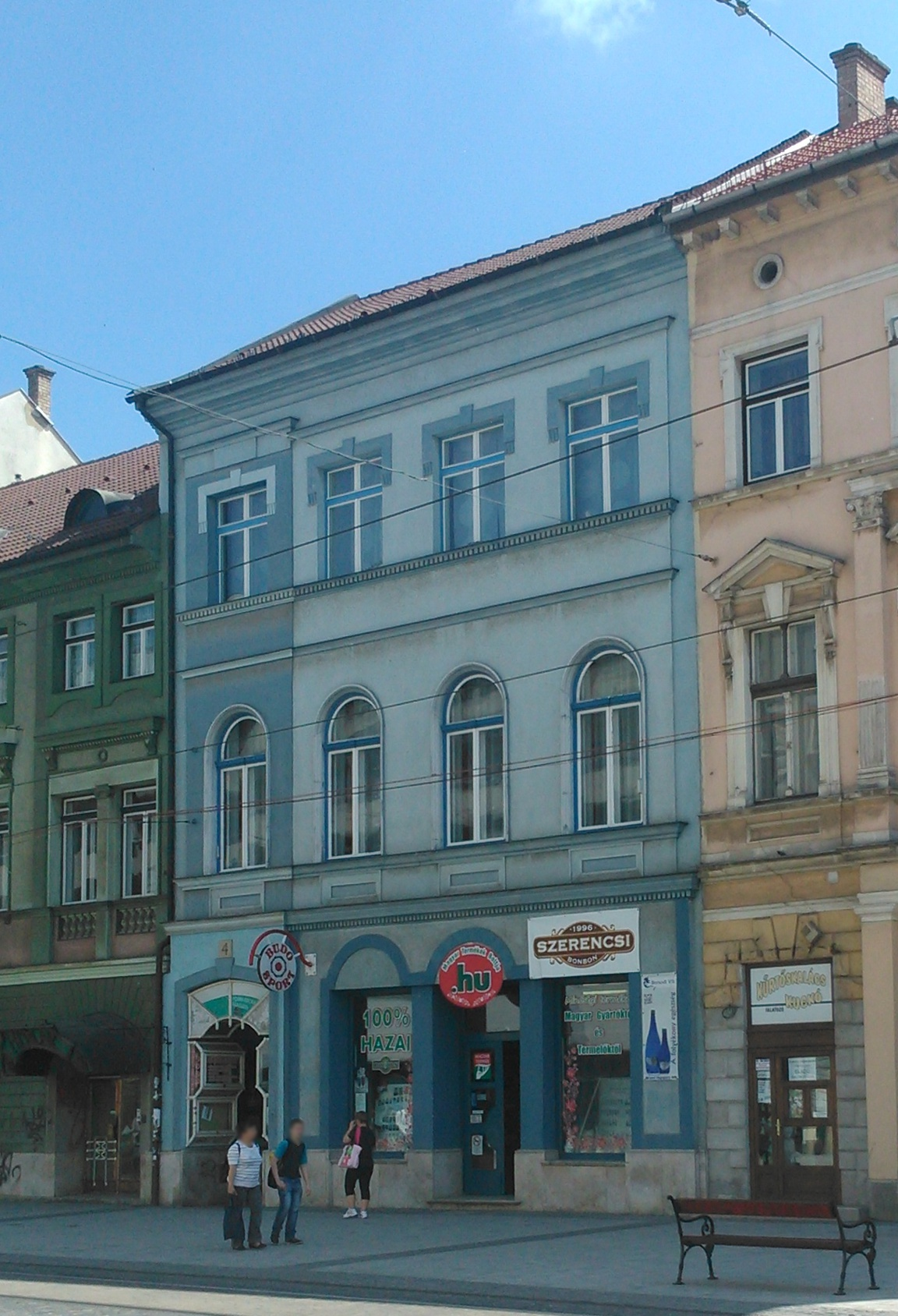
A ház a Széchenyi utcán
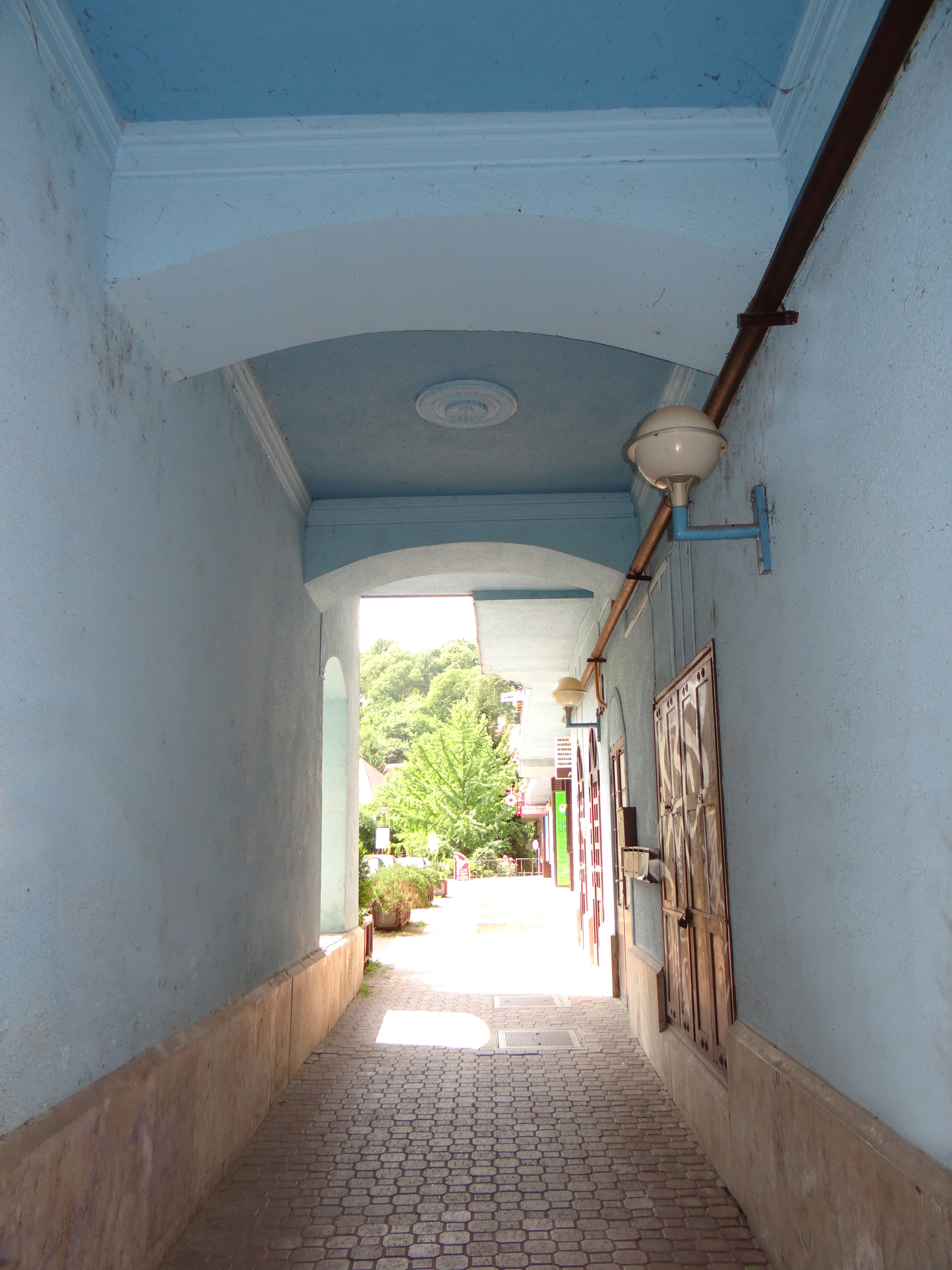
A kapualj
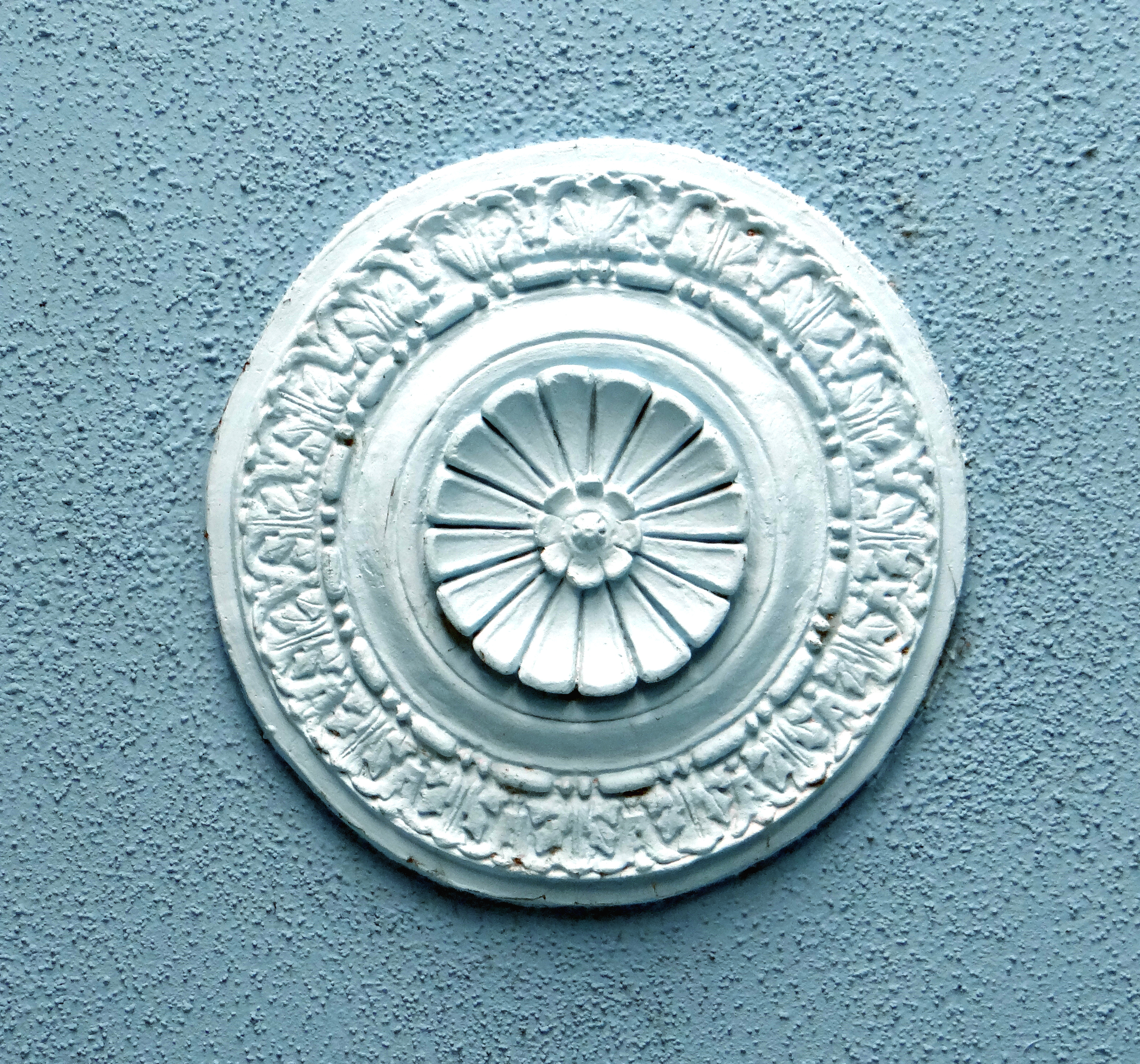
A kapualj stukkódísze
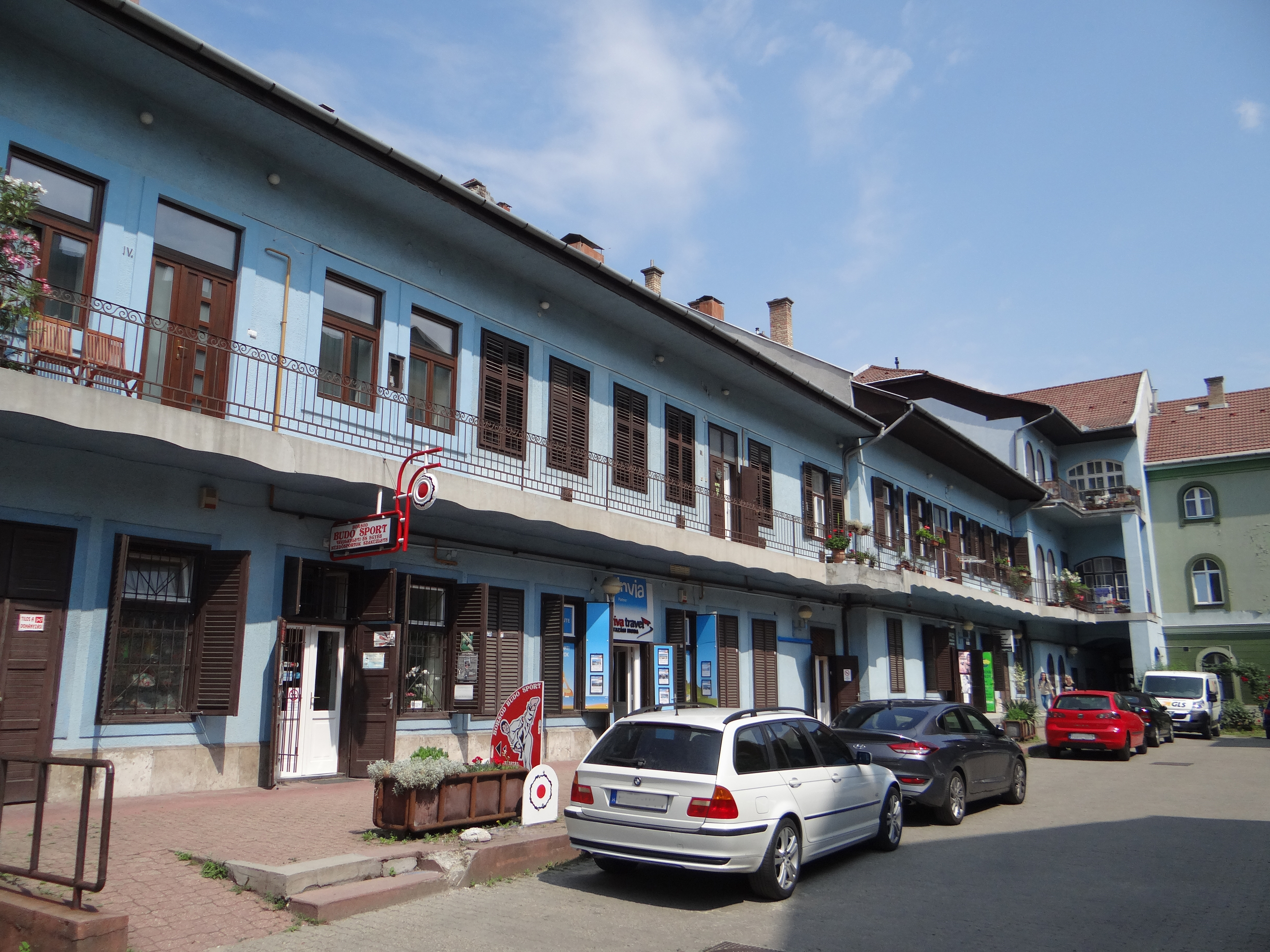
Az udvari rész üzletei